# Randolph (Massachusetts)
Pour les articles homonymes, voir Randolph.
Randolph est une ville du Comté de Norfolk dans l’État du Massachusetts.
Elle a été incorporée en 1793.
Sa population était de 34 984 habitants en 2020.